# WOOMA
WOOMA（ウーマ、9月21日 - ）は、日本のイラストレーター。漫画家。女性。トマト名義でロックバンド、BINの映像担当としても活動している。所属事務所はクラウドナイン。

## 概要
主にボカロのMV用のイラストを制作している。ボカロ以外のMVでは、Adoの『うっせぇわ』、『Tot Musica（ウタ from ONE PIECE FILM RED）』、anoの『アパシー』なども手掛けた。2024年には、少年ジャンプ+で読切漫画『ラケットマン』の作画を担当し、漫画デビュー作となった。
ボカロP、柊キライのMVでは、音楽メディア、リアルサウンドから「繊細かつケレン味のあるイラスト自体が目を引く」などと評された。

## 作品

### 主なMV
- 煮ル果実『アイアルの勘違い』2018年 - ムービー[7]
- 煮ル果実『紗痲』2018年 - ムービー[8]
- 煮ル果実『ヲズワルド』2019年 - ムービー[9]
- くじら『Dance in the milk』2019年 - イラスト[10]
- 柊キライ『オートファジー』2019年 - 絵 動画[11]
- 煮ル果実『キルマー』2019年 - ムービー[12]
- 柊キライ『エバ』2020年 - 絵 動画[13]
- 柊キライ『ボッカデラベリタ』2020年 - 絵 動画[14]
- Ado『うっせぇわ』2020年 - ムービー[15]
- 柊キライ『メビウス』2020年 - 絵 動画[16]
- 柊キライ『ボトム』2021年 - 動画[17]
- 鬱P『ぬる』2021年 - ムービー[18]
- 柊キライ『ギャラリア』2021年 - 動画[19]
- ano『アパシー』2021年 - ムービー[20]
- ¿?『ノロ』2021年 - ムービー[21]
- マイキP『バイメーバイメー』2021年 - イラスト[22]
- 煮ル果実『アランダーノ』2021年 - ムービー[23]
- 柊キライ『ヴィータ』2022年 - 動画[24]
- くじら『Dance in the milk（2022 ver.）』2022年 - イラスト[25]
- Gero『ヴィータ』2022年 - ムービー[26]
- メドミア『絶対敵対メチャキライヤー』2022年 - 動画(アルセチカと共作)[27]
- マイキP『しんどいね。』2022年 - イラスト[28]
- ¿?『ストレンジ』2022年 - ムービー[29]
- Raon『ヌエ』2022年 - アート[30]
- Ado『Tot Musica（ウタ from ONE PIECE FILM RED）』2022年 - ディレクター イラスト[31]
- FAKE TYPE.『I'm out』2022年 - ムービー[32]
- プロジェクトセカイ カラフルステージ! feat. 初音ミク『ビターチョコデコレーション』2022年 - イラスト[33]
- てにをは『トレンドキラー』2023年 - アニメ[34]
- 不破湊『ミラージュ』2023年 - ムービー[35]
- FAKE TYPE.『ヨソモノ』2024年 - ムービー[36]
- めいちゃん『太陽のマーチ』2024年 - イラスト アニメ 一部のみ[37]

### その他
- フィギュア作画　『邪桒ナヅミ』2024年 グッドスマイルカンパニー[38]
- 読切漫画作画　矢成ヨウ原作『ラケットマン』2024年 少年ジャンプ+[2]